# Magnolia philippinensis
Magnolia philippinensis là một loài thực vật có hoa trong họ Magnoliaceae. Loài này được P.Parm. mô tả khoa học đầu tiên năm 1896.